# 폭음
폭음(暴飮, binge drinking, heavy episodic drinking) 또는 과음(過飮)은 취하기 위해 술을 마셔 단기간에 많은 양의 알코올을 섭취하는 행위이다. 그러나 그 정의는 상당히 다양하다. 전 세계적으로는 미국 국립알코올중독연구소(NIAAA)의 기준을 많이 사용한다. 대한민국에서는 폭음과 과음이라는 용어를 구분하여 사용하는데, 폭음은 보통 한 번 술을 마실 때 취할 정도로 마시는 것을 의미한다. 또한 대한민국에서는 폭음을 한 번의 술자리에서 남자의 경우 7잔(또는 맥주 5캔) 이상, 여자의 경우 5잔(또는 맥주 3캔) 이상 음주한 경우로 정의하기도 한다. 반면 과음은 대개 한 주에 마신 술의 양을 기준으로 한다.
전 세계적으로 많은 나라들에서 폭음은 대중적으로 퍼져 있는 음주 방식이며, 종종 집단 단위로 행해지므로 여러 명이 즐기기 위해 술을 마시는 '사회적 음주'(social drinking)과도 어느 정도 겹치는 부분이 있다. 그러나 중독의 정도는 경우에 따라 상이하다. 폭음이나 과음을 행하는 시간은 몇 시간에서 며칠 정도가 일반적이며, 알코올 남용이 장기화되는 경우 심하게는 몇 주까지 폭음할 수도 있다. 장기간의 알코올 남용은 건강에 부정적인 효과를 미치므로, 폭음은 공중보건에서 주된 관심사 중 하나로 다루어진다.
폭음은 여성보다 남성에서 흔히 나타나며, 특히 청소년기와 성년기 초기에 더 흔하다. 주기적인 폭음은 신경계, 심혈관계, 위장관계, 혈액, 면역계, 근골격계 등에 대한 부정적인 영향과 관련이 있으며, 알코올로 인한 정신질환의 발생 위험도 높인다. 미국에서의 문헌 검토 연구는 청소년의 최대 3분의 1이 폭음을 하고 있으며, 이 중 6%의 알코올 섭취량은 알코올 관련 물질사용장애의 기준값에 이르는 수준이라고 밝혔다. 또한 임신 중인 여성 25명 중 1명 가량이 폭음을 하는데, 이는 태아 알코올 증후군의 원인이 될 수 있다. 청소년기 동안의 폭음은 교통사고와 같은 여러 종류의 사고 발생 위험, 자살, 폭력적인 행동 등과도 관련되어 있다. 어린이나 청소년이 폭음을 자주 할수록, 또 그 나이가 어릴수록 알코올 의존증을 포함한 여러 알코올 사용 장애의 발생 가능성이 높아진다. 한편 폭음을 하는 청소년 중 다수가 다른 향정신성 의약품을 소비하여 문제가 된다.
잦은 폭음은 만성적인 음주(알코올 의존증)보다 더 빠르게 심각한 뇌 손상을 일으킬 수 있다. 폭음이 신경독성을 일으키는 이유는 폭음을 끝내면서 많은 양의 글루탐산이 방출되고 뇌를 과도하게 자극하기 때문이다. 이는 흥분독성을 유발하여 뇌의 신경 세포에 손상을 입히거나, 끝내 세포가 죽게 만든다. 폭음을 할 때마다 즉시 뇌에 손상이 발생하며, 반복적인 폭음은 이러한 손상을 축적시킨다. 특히 아직 발달 중인 청소년의 뇌는 폭음으로 인한 신경독성 효과에 취약한 것으로 생각되며, 한 달에 한두 번 10잔 또는 11잔 이상의 음료를 마시면 뇌 손상이 발생한다는 근거가 일부 있다. 2020년 연구에서는 폭음을 단 한 번 한 것만으로도 5주 뒤 MRI에서 보일 정도로 뇌량의 위축을 일으킬 수 있다고 밝혔다. 장기간 금주할 경우 신경생성 과정이 일어나 이러한 알코올 남용으로 인한 손상을 되돌릴 수도 있다.

## 정의
Stolle, Sack, Thomasius은 폭음을 간헐적으로 과도하게 술을 마시는 것으로 정의한다. 전 세계적으로 얼마나 술을 마셔야 '폭음'으로 간주할 수 있는지에 대한 합의가 이루어지지는 않았으나, 미국의 경우 표준잔을 기준으로 하였을 때 2시간 동안 남성의 경우 5잔 이상, 여성의 경우 4잔 이상 마시는 것을 학술적인 연구에서 폭음의 기준으로 삼았다. 2015년 미국 질병예방통제센터(CDC)에서는 NIAAA의 설명을 인용하여 폭음을 "사람의 혈중 알코올 농도를 0.08% 이상으로 올릴 수 있는 음주 패턴으로, 이는 일반적으로 2시간 동안 남성이 5잔 이상, 여성이 4잔 이상 음주하는 경우 발생한다."라고 정의하였다. 또한 CDC에서는 1달에 적어도 4번 이상 이 기준을 만족하는 미국 성인의 비율을 16%로 추정했다. "Psychology of Addictive Behavior"에서 출판된 2001년 연구에서는 폭음으로 정의하기 위해서는 적어도 2주에 1번은 남성의 경우 5잔 이상, 여성의 경우 4잔 이상 마셔야 한다고 쓰고 있다. 영국에서 폭음은 하루 한도의 두 배 이상 음주하는 것으로 정의되는데, 즉 하루에 남성은 8유닛 이상, 여성은 6유닛 이상 마시는 것과 같다. 이는 미국의 표준잔을 기준으로 했을 때 5잔, 4잔과 대략 비슷하다. 오스트레일리아에서는 폭음을 'risky single occasion drinking'(RSOD)이라고도 하는데, 이는 표준잔 기준으로 하루에 남성의 경우 7잔 이상, 여성은 5잔 이상을 마시는 것으로 정의된다. 호주 보건부의 BEACH에서는 18세 이상 사람들의 음주 정보를 취합한 연구를 통해 폭음을 주간이든 월간이든 상관없이 (표준잔 기준) 하루에 6잔 이상 마시는 것으로 정의했다.

## 원인
문화적인 원인과 동조 압력이 폭음하는 데에 중요한 역할을 한다. 성인에서 폭음은 미혼이거나 교육 수준이 떨어지는 사람에서 보다 흔하다.
유럽에서 어린이와 청소년이 폭음하는 이유를 조사한 결과는 다음과 같다.
- 재밌기 때문 (76%)
- 보다 사회적으로 된 기분이 들기 때문 (65%)
- 행복해지거나 편안해진다고 느끼기 때문 (각각 51%)
- 내 문제를 잊어버릴 수 있기 때문 (41%)

또 다른 원인으로는 더 어른스러워질 수 있다고 생각하는 경우, 또래들과 잘 어울릴 수 있기 때문에 폭음하는 경우, 성적 만남의 기회를 늘리기 위한 경우 등이 있다. 일부는 심리적 스트레스나 또는 불안을 줄이기 위해 술을 마시기도 한다. 청소년의 피해 또는 가해의 메커니즘에 초점을 맞춘, 사람 사이의 폭력(특히 스토킹, 성추행, 성폭력, 데이트 폭력 등)을 주제로 한 연구에서는 피해자 중 상당히 큰 비중의 사람들이 우울감을 느끼고 폭음을 한다고 보고했다.
폭음 경험이 있는 14~17세 청소년을 대상으로 수행한 인터뷰에서는 폭음의 동기로 더 쉽게 사회에 녹아들 수 있다는 점, 다양한 소식을 들을 수 있다는 점, 동조 압력과 사회적 규범의 영향 등이 있었다고 밝혔다
청소년의 폭음에 대한 위험 인자로는 낮은 사회경제적 위치, 당장 쓸 수 있는 많은 양의 용돈, 쾌감과 새로운 것을 찾으려는 성향, 낮은 자제력, 비행, 불량 친구 등이 꼽힌다. 그 외에도 감정적인 문제에 대처하기 위해 알코올을 이용하는 경우 (특히 청소년 여성에서 흔함), 또래 간의 과음, 부모와의 좋지 못한 관계, 부모의 알코올 남용 등이 있다. 유전적인 요인이 부정적인 환경 요인과 더해지면 유해한 알코올 사용의 위험을 높인다. 추가로, 청소년의 위험을 감수하려는 행동 성향 역시 폭음을 부추길 수 있다.

## 건강에 미치는 영향
폭음과 알코올 의존증 등으로 인한 알코올 급성 중독은 자살의 강력한 위험 요인으로 알려져 있다.  또한 폭음은 계획하지 않았으며 피임도 하지 않는 성관계, 계획하지 않은 임신, HIV 감염 위험 증가와도 관련되어 있다. 전체 여성의 10%, 남성의 19%가 알코올로 인해 폭행당했다고 보고하기도 했다. 일주일에 35유닛 이상의 알코올을 섭취하는 남성은 음주로 인해 부상을 당했다고 기록되기도 했으며, 15%는 술을 마셔서 다른 사람을 다치게 했다고도 조사되었다. 폭음을 하는 사람의 16% 가량은 1년 사이에 성적으로 다른 사람에게 이용당했으며, 8%는 알코올을 이용하여 타인에게서 성적으로 이득을 보았다고 밝혔다. 폭음자로 인한 1년간 범죄 수는 대략 성폭행이 183,000건, 강도가 197,000건, 가중폭행이 661,000건, 단순폭행이 170만 건으로 조사되었다. 폭음은 높은 이혼율, 배우자 학대, 좋지 못한 직무 수행 능력 등과도 관련이 있다. 한편 폭음은 혈액의 항상성과 활동일 주기, 심장 리듬, 허혈성 심장 질환, 혈압, 백혈구의 활동, 여성의 성호르몬 농도, 임신 중인 여성의 태아 등에도 부정적인 영향을 미친다. 또한 동물 연구에서는 폭음이 뇌 손상을 일으킨다는 근거도 제시했다. 여성의 하복부 통증과도 관련이 있다. 만성적으로 알코올을 남용하거나 최근에 폭음의 이력이 있는 경우 케톤산증이 발생할 수 있으며 이런 경우의 케톤산증을 알코올성 케톤산증이라고 한다. 알코올은 (특히 청소년기에) 발달 중인 뇌의 발달에 크게 영향을 미친다. 결정을 내리고 복잡한 사고 과정에 관여하는 중요한 뇌의 한 부위인 전두엽은 청소년기에 최종적인 발달을 거치는데, 청소년기의 폭음은 전두엽의 성장을 방해할 수 있다.

## 진단
알코올 사용 장애는 환자가 사회적, 법적, 대인 관계상의 문제에도 불구하고 폭음하는 경우에 발생할 수 있다. 이들의 행동에서는 폭음이 대부분 나타나지만, 폭음을 하는 모든 사람이 알코올 사용 장애에 걸리는 것은 아니다.
폭음을 평가할 때 알코올 사용 장애 여부를 확인하기 위해 과거 6개월 간의 음주력을 조사하면 위음성을 배제할 수 있다. 예를 들어 폭음 습관을 평가하기 위해 기간을 좁게 잡아 2주 동안의 음주력만 조사하면 폭음을 많이 하는 사람의 30%가 알코올 사용 장애로 분류되지 않는 오류가 생기는 것으로 알려져 있다. 그러나 같은 연구자들은 기간을 길게 설정하였을 때 회상편향이 다소 강화될 수 있다고도 언급하였다.